# L'esperienza poetica

Vittorio Bodini

L'esperienza poetica, rivista letteraria a periodicità trimestrale, stampata dall'editore Cressati e diretta dal poeta e traduttore Vittorio Bodini, fu fondata a Bari nel 1954.
Il suo campo d'interesse, oltre la poesia, era la critica letteraria.
La rivista, di piccolo formato, aveva una struttura piuttosto costante: iniziava con un editoriale, per proseguire con alcune composizioni poetiche, saggi critici e due sezioni Saletta e I libri ove erano pubblicate le recensioni.
L'esperienza poetica, che aveva esordito con il fascicolo del trimestre gennaio-febbraio 1954, cessò le pubblicazioni con la stampa del sesto fascicolo, il numero 9-11, relativo al periodo gennaio-settembre 1956.
Tra gli autori che appaiono sulle pagine del periodico si segnalano i poeti Giorgio Caproni, Pier Paolo Pasolini, Leonardo Sinisgalli, Rocco Scotellaro, Paolo Volponi e Andrea Zanzotto.
Nella sezione della critica letteraria si possono ricordare i profili di Giancarlo Vigorelli dedicato a Vittorio Sereni, quello di Arcangelo Leone de Castris sulla poetica decadente di Giovanni Pascoli, di Gianni Scalia sulla rivista La Voce fondata nel 1908 da Giuseppe Prezzolini e Giovanni Papini, di Leonardo Sciascia sulla produzione poetica di Mario Tobino.